# 2021년 대한민국의 영화 목록
다음은 2021년에 개봉되었던 대한민국의 영화 목록이다.

## 개봉작
일자가 색으로 칠해져 있는 영화는 개봉된 영화를 의미한다. 개봉일은 대한민국 기준.

### 상반기
| 개봉일 | 개봉일 | 제목                               | 제작/배급                                | 출연/제작진                                                        | 장르                           |
| ------ | ------ | ---------------------------------- | ---------------------------------------- | ------------------------------------------------------------------ | ------------------------------ |
| 1 월   | 6일    | 〈천사는 바이러스〉                | 씨엠닉스                                 | 감독 김성준 출연 박성일, 이영아, 전무송, 문숙, 김희창              | 드라마                         |
| 1 월   | 14일   | 〈사라센의 칼〉                    | 콘텐츠 윙                                | 감독 임재영 출연 신지수, 검비르, 박명신, 김필, 박성택              | 드라마                         |
| 1 월   | 14일   | 〈요요현상〉                       | 씨네소파                                 | 감독 고두현 출연 문현웅, 곽동건, 윤종기, 이대열, 이동훈            | 다큐멘터리                     |
| 1 월   | 14일   | 〈귀여운 남자〉                    | 드림팩트엔터테인먼트                     | 감독 김정욱 출연 신민재, 이진리, 황정윤, 홍하나임                  | 코미디                         |
| 1 월   | 21일   | 〈크루아상〉                       | 하준사                                   | 감독 조성규 출연 남보라, 혁                                        | 드라마                         |
| 1 월   | 21일   | 〈오늘, 우리 2〉                   | 필름다빈                                 | 감독 양재준, 이나연, 이준섭 출연 기주봉, 박세준, 신지이            | 드라마                         |
| 1 월   | 21일   | 〈큰엄마의 미친봉고〉              | 백그림                                   | 감독 백승환 출연 정영주, 김가은, 황석정                            | 코미디                         |
| 1 월   | 27일   | 〈세자매〉                         | 리틀빅픽쳐스                             | 감독 이승원 출연 김선영, 장윤주, 문소리                            | 드라마                         |
| 1 월   | 28일   | 〈나는 나를 해고하지 않는다〉      | 영화사 진진                              | 감독 이태겸 출연 유다인, 오정세, 김상규, 김도균, 박지홍            | 드라마                         |
| 1 월   | 28일   | 〈관계의 가나다에 있는 우리는〉    | 시네마달                                 | 감독 이인의 출연 은해성, 오하늬, 이서윤, 장준휘, 김지나            | 드라마                         |
| 1 월   | 28일   | 〈게임의 법칙: 인간사냥〉          | 제이앤씨미디어그룹                       | 감독 이수성 출연 김성수, 경훈, 서영, 김세희                        | 스릴러                         |
| 2 월   | 3일    | 〈이 안에 외계인이 있다〉          | 스톰픽쳐스코리아 , 와이드 릴리즈         | 감독 최은종 출연 조병규, 배누리, 이현웅, 태항호, 윤진영            | 코미디, SF                     |
| 2 월   | 10일   | 〈아이〉                           | 롯데엔터테인먼트                         | 감독 김현탁 출연 김향기, 류현경, 염혜란                            | 드라마                         |
| 2 월   | 10일   | 〈새해전야〉                       | 에이스메이커무비웍스                     | 감독 홍지영 출연 김강우, 유인나, 유연석, 이연희, 수영              | 로맨스                         |
| 2 월   | 10일   | 〈운봉〉                           | 드림팩트엔터테인먼트                     | 감독 장동현 출연 신재범, 임정민, 고태진                            | 액션                           |
| 2 월   | 17일   | 〈더블패티〉                       | 케이티하이텔, 판씨네마                   | 감독 백승환 출연 신승호, 배주현                                    | 드라마                         |
| 2 월   | 17일   | 〈미션 파서블〉                    | 메리크리스마스                           | 감독 김형주 출연 김영광, 이선빈, 오대환                            | 코미디, 액션                   |
| 2 월   | 18일   | 〈빛과 철〉                        | 찬란                                     | 감독 배종대 출연 염혜란, 김시은, 박지후                            | 드라마                         |
| 2 월   | 18일   | 〈간이역〉                         | 드림팩트엔터테인먼트                     | 감독 김정민 출연 김재경, 김동준, 윤유선, 허정민, 진예솔            | 코미디                         |
| 2 월   | 24일   | 〈아홉수 로맨스〉                  | 스튜디오 보난자                          | 감독 신효진 출연 조한나, 이다해, 강나리, 이새별, 지찬              | 멜로/로맨스                    |
| 2 월   | 24일   | 〈고백〉                           | 리틀빅픽쳐스                             | 감독 서은영 출연 박하선, 하윤경, 김우겸, 감소현, 정은표            | 드라마, 범죄                   |
| 2 월   | 25일   | 〈구라, 베토벤〉                   | 목영엘티디                               | 감독 봉수 출연 송동환, 김누리, 봉수                                |                                |
| 3 월   | 4일    | 〈밤빛〉                           | 영화배급협동조합 씨네소파                | 감독 김무영 출연 송재룡, 지대한                                    | 드라마, 가족                   |
| 3 월   | 4일    | 〈멀리가지마라〉                   | 영화사 오원                              | 감독 박현용 출연 손병호, 손진환, 박명신, 이경성, 최재섭            | 코미디, 범죄                   |
| 3 월   | 4일    | 〈인싸〉                           | 예지림엔터테인먼트, 액티버스엔터테인먼트 | 감독 이수성 출연 동현, 송민경                                      | 코미디, 액션                   |
| 3 월   | 18일   | 〈정말 먼 곳〉                     | 그린나래미디어                           | 감독 박근영 출연 강길우, 홍경, 이상희, 기주봉, 기도영              | 드라마                         |
| 3 월   | 18일   | 〈아수라도〉                       | 제이앤씨미디어그룹                       | 감독 윤여창 출연 장광, 이원종, 이설구, 이달형, 황인무              | 범죄, 액션                     |
| 3 월   | 18일   | 〈파이터〉                         | 인디스토리                               | 감독 윤재호 출연 임성미, 백서빈, 오광록                            | 드라마                         |
| 3 월   | 24일   | 〈최면〉                           | 스마일이엔티                             | 감독 최재훈 출연 이다윗, 조현, 김도훈, 남민우, 김남우              | 공포, 스릴러                   |
| 3 월   | 24일   | 〈더 박스〉                        | 씨네필운                                 | 감독 양정웅 출연 찬열, 조달환                                      | 드라마                         |
| 3 월   | 24일   | 〈트웬티 해커〉                    | 도어이앤엠                               | 감독 한현석 출연 권현빈, 임나영, 이수웅, 조현영, 김건수            | 드라마, 액션                   |
| 3 월   | 25일   | 〈인천스텔라〉                     | 영화사 그램                              | 감독 백승기 출연 손이용, 강소연, 정광우, 권수진, 조근직            | SF, 가족, 로맨스               |
| 3 월   | 31일   | 〈자산어보〉                       | 메가박스중앙플러스엠                     | 감독 이준익 출연 설경구, 변요한                                    | 사극, 드라마                   |
| 3 월   | 31일   | 〈아무도 없는 곳〉                 | 엣나인필름                               | 감독 김종관 출연 연우진, 아이유, 윤혜리, 김상호, 이주영            | 드라마                         |
| 3 월   | 31일   | 〈턴: 더 스트릿〉                  | 26컴퍼니                                 | 감독 임석진 출연 김승훈, 홍은기, 최연청, 이유진, 오명교            | 드라마, 로맨스                 |
| 4 월   | 7일    | 〈더스트맨〉                       | 트리플픽쳐스                             | 감독 김나경 출연 우지현, 심달기, 강길우, 민경진, 전운종            | 드라마                         |
| 4 월   | 8일    | 〈비밀의 정원〉                    | 필름다빈                                 | 감독 박선주 출연 한우연, 전석호, 유재명, 염혜란                    | 드라마                         |
| 4 월   | 8일    | 〈불어라 검풍아〉                  | 제이앤씨미디어그룹                       | 감독 조바른 출연 안지혜, 이민지, 박태산, 조선기, 이세호            | 액션                           |
| 4 월   | 8일    | 〈구원〉                           | 영화사 오원                              | 감독 이창무 출연 김대건, 이상인, 고관재, 김정팔, 김경룡            | 드라마                         |
| 4 월   | 15일   | 〈서복〉                           | CJ ENM                                   | 감독 이용주 출연 공유, 박보검, 조우진, 장영남, 박병은              | 드라마, 액션                   |
| 4 월   | 15일   | 〈어른들은 몰라요〉                | 리틀빅픽쳐스                             | 감독 이환 출연 이유미, 안희연, 신햇빛, 이환                        | 드라마                         |
| 4 월   | 21일   | 〈내일의 기억〉                    | 아이필름코퍼레이션, CJ CGV               | 감독 서유민 출연 김강우, 서예지                                    | 미스터리, 스릴러               |
| 4 월   | 21일   | 〈스프링 송〉                      | 리틀빅픽쳐스                             | 감독 유준상 출연 유준상, 김소진, 아키노리 나카가와, 정순원, 이준화 | 드라마, 뮤지컬                 |
| 4 월   | 28일   | 〈비와 당신의 이야기〉             | 소니 픽쳐스 코리아, 키다리이엔티         | 감독 주진모 출연 강하늘, 천우희                                    | 멜로/로맨스                    |
| 5 월   | 5일    | 〈아이들은 즐겁다〉                | 메가박스중앙(주)플러스엠, 영화사 울림    | 감독 이지원 출연 이경훈, 박예찬, 홍정민, 박시완, 옥예린            | 드라마, 스릴러                 |
| 5 월   | 12일   | 〈아들의 이름으로〉                | 엣나인필름                               | 감독 이정국 출연 안성기, 윤유선, 박근형                            | 드라마, 스릴러                 |
| 5 월   | 12일   | 〈내겐 너무 소중한 너〉            | 파인스토리                               | 감독 이창원, 권성모 출연 진구, 정서연, 강신일, 장혜진              | 드라마                         |
| 5 월   | 13일   | 〈범털 2: 쩐의 전쟁〉              | 피터팬픽쳐스                             | 감독 강태호 출연 신유람, 성낙경, 강인성, 이현웅, 양지호            | 드라마, 범죄, 액션             |
| 5 월   | 19일   | 〈혼자 사는 사람들〉               | 더쿱                                     | 감독 홍성은 출연 공승연, 정다은, 서현우                            | 드라마                         |
| 5 월   | 26일   | 〈파이프라인〉                     | 메가박스중앙(주)플러스엠, 리틀빅픽처스   | 감독 유하 출연 서인국, 이수혁, 음문석, 유승목, 태항호              | 범죄                           |
| 5 월   | 27일   | 〈인트로덕션〉                     | 영화제작전원사, 콘텐츠판다               | 감독 홍상수 출연 신석호, 박미소, 김영호, 서영화, 김민희            | 드라마                         |
| 6 월   | 1일    | 〈네가 내가 되었으면 좋겠다〉      | 씨엠닉스                                 | 감독 김충길 출연 김충길, 황현주, 이사라, 이두환                    | 로맨스                         |
| 6 월   | 3일    | 〈썰〉                             | 스마일이엔티                             | 감독 황승재 출연 김강현, 찬희, 김소라, 조재윤, 장광                | 코미디, 스릴러, 미스터리, 공포 |
| 6 월   | 3일    | 〈낫아웃〉                         | kth, 판씨네마                            | 감독 이정곤 출연 정재광, 이규성, 송이재, 김우겸, 정승길            | 드라마                         |
| 6 월   | 3일    | 〈전야〉                           | 이놀미디어                               | 감독 김상민 출연 서한결, 홍아름, 박윤, 김정운, 박선임              | 액션, 범죄                     |
| 6 월   | 17일   | 〈여고괴담 여섯번째 이야기: 모교〉 | kth                                      | 감독 이미영 출연 김서형, 김현수, 최리, 비비                        | 공포                           |
| 6 월   | 23일   | 〈발신제한〉                       | CJ ENM                                   | 감독 김창주 출연 조우진, 이재인, 진경, 김지호, 지창욱              | 스릴러                         |
| 6 월   | 23일   | 〈메이드 인 루프탑〉               | 엣나인필름                               | 감독 김조광수 출연 이홍내, 정휘                                    | 드라마, 코미디, 로맨스         |
| 6 월   | 24일   | 〈식물카페, 온정〉                 | 매치컷                                   | 감독 최창환 출연 강길우, 김우겸, 박수연, 서석규, 이가경            | 드라마                         |
| 6 월   | 24일   | 〈흩어진 밤〉                      | 영화배급협동조합 씨네소파                | 감독 이지형, 김솔 출연 문승아, 최준우, 김혜영, 임호준              | 드라마                         |
| 6 월   | 30일   | 〈미드나이트〉                     | CJ CGV                                   | 감독 권오승 출연 진기주, 위하준, 박훈, 길해연, 송유현              | 스릴러                         |
| 6 월   | 30일   | 〈빛나는 순간〉                    | 명필름, 씨네필운                         | 감독 소준문 출연 고두심, 지현우, 양정원, 전혜진, 김중기            | 드라마                         |
| 6 월   | 30일   | 〈괴기맨숀〉                       | 콘텐츠판다                               | 감독 조바른 출연 성준, 김홍파, 김보라, 이창훈, 박소진              | 공포                           |
| 6 월   | 30일   | 〈저승보다 낯선〉                  | 스튜디오보난자                           | 감독 여균동 출연 여균동, 주민진                                    | 드라마                         |
| 6 월   | 30일   | 〈좀비크러쉬: 헤이리〉             | 필름다빈                                 | 감독 장현상 출연 공민정, 이민지, 박소진, 조승구, 김준식            | 코미디, 액션                   |
| 6 월   | 30일   | 〈열아홉〉                         | 리틀빅픽처스                             | 감독 우경희 출연 손영주, 정태성, 박희은, 원미원                    | 드라마                         |

### 하반기
| 개봉일 | 개봉일 | 제목                                         | 제작/배급                                    | 출연/제작진                                                   | 장르               |
| ------ | ------ | -------------------------------------------- | -------------------------------------------- | ------------------------------------------------------------- | ------------------ |
| 7 월   | 1일    | 〈아이윌 송〉                                | 라이크콘텐츠                                 | 감독 이상훈 출연 함은정, 김태형                               | 드라마             |
| 7 월   | 7일    | 〈CCTV〉                                     | 마루아트센터                                 | 감독 김홍익 출연 곽도원, 김단미, 박기륭                       | 공포               |
| 7 월   | 8일    | 〈이번엔 잘 되겠지〉                         | THE픽쳐스                                    | 감독 이승수 출연 윤다훈, 김명국, 이선진, 황인선, 이상훈       | 코미디             |
| 7 월   | 21일   | 〈나만 보이니〉                              | 디스테이션                                   | 감독 임용재 출연 정진운, 솔빈, 곽희성, 훈, 이순원             | 공포, 코미디       |
| 7 월   | 21일   | 〈액션히어로〉                               | 트리플픽쳐스                                 | 감독 이진호 출연 이석형, 이주영, 김재화, 장인섭, 이세준       | 코미디, 액션       |
| 7 월   | 22일   | 〈숏버스 이별행〉                            | 퍼니콘                                       | 감독 유현, 김세희, 김홍기 출연 공유림, 윤현경, 김재화, 황미영 | 드라마             |
| 7 월   | 28일   | 〈모가디슈〉                                 | 롯데엔터테인먼트                             | 감독 류승완 출연 김윤석, 조인성, 허준호, 구교환, 정만식       | 드라마, 액션       |
| 7 월   | 28일   | 〈방법: 재차의〉                             | CJ ENM                                       | 감독 김용완 출연 엄지원, 정지소, 정문성, 김인권, 오윤아       | 미스터리, 스릴러   |
| 7 월   | 28일   | 〈갈매기〉                                   | 영화사 진진                                  | 감독 김미조 출연 정애화, 이장유, 고서희, 김가빈, 김병춘       | 드라마             |
| 8 월   | 11일   | 〈싱크홀〉                                   | 쇼박스                                       | 감독 김지훈 출연 차승원, 김성균, 이광수, 김홍파, 고창석       | 드라마             |
| 8 월   | 12일   | 〈생각의 여름〉                              | 인디스토리                                   | 감독 김종재 출연 김예은, 곽민규, 한해인, 오규철, 신기환       | 드라마             |
| 8 월   | 18일   | 〈인질〉                                     | NEW                                          | 감독 필감성 출연 황정민                                       | 액션, 스릴러       |
| 8 월   | 25일   | 〈귀문〉                                     | CJ CGV                                       | 감독 심덕근 출연 김강우, 김소혜, 이정형, 홍진기               | 공포, 미스터리     |
| 8 월   | 25일   | 〈캐논볼〉                                   | 이놀미디어                                   | 감독 정승민 출연 김현목, 금해나, 강봉성, 정재용, 변준우       | 드라마, 가족       |
| 8 월   | 25일   | 〈귀신〉                                     | 스튜디오보난자                               | 감독 정하용 출연 정이랑, 함건수, 최이태                       | 공포               |
| 9 월   | 1일    | 〈습도 다소 높음〉                           | 스튜디오 디에이치엘                          | 감독 고봉수 출연 이희준, 김충길, 백승환, 신민재               | 드라마, 코미디     |
| 9 월   | 1일    | 〈최선의 삶〉                                | 엣나인필름                                   | 감독 이우정 출연 방민아, 심달기, 한성민                       | 드라마             |
| 9 월   | 1일    | 〈수필러브〉                                 | 씨엠닉스                                     | 감독 홍두표 출연 김희철, 이봄, 유호재, 김창헌, 문주하         | 드라마             |
| 9 월   | 9일    | 〈좋은 사람〉                                | 싸이더스                                     | 감독 정욱 출연 김태훈, 이효제                                 | 미스터리           |
| 9 월   | 9일    | 〈쇼미더고스트〉                             | 인디스토리                                   | 감독 김은경 출연 한승연, 김현목, 홍승범                       | 코미디, 공포       |
| 9 월   | 9일    | 〈그대 너머에〉                              | 농부영화사                                   | 감독 박홍민 출연 김권후, 윤혜리, 오민애, 이주원, 박노식       | 로맨스             |
| 9 월   | 10일   | 〈디스 아메리카노〉                          | 씨엠닉스                                     | 감독 권유주 출연 변세희, 한재하, 박아름, 김희상, 조석인       | 드라마             |
| 9 월   | 15일   | 〈보이스〉                                   | CJ ENM                                       | 감독 김선, 김곡 출연 변요한, 김무열, 김희원, 박명훈           | 범죄, 액션         |
| 9 월   | 15일   | 〈기적〉                                     | 롯데엔터테인먼트                             | 감독 이장훈 출연 박정민, 이성민, 윤아, 이수경                 | 드라마             |
| 9 월   | 16일   | 〈영화의 거리〉                              | 영화배급협동조합 씨네소파                    | 감독 김민근 출연 한선화, 이완                                 | 로맨스, 코미디     |
| 9 월   | 23일   | 〈종착역〉                                   | 필름다빈                                     | 감독 권민표, 서한솔 출연 설시연, 배연우, 박소정, 한송희       | 드라마             |
| 9 월   | 29일   | 〈수색자〉                                   | 콘텐츠판다                                   | 감독 김민섭 출연 송창의, 송영규                               | 스릴러             |
| 10 월  | 6일    | 〈F20〉                                      | 와이드 릴리즈                                | 감독 홍은미 출연 장영남, 김정영, 김강민                       | 스릴러             |
| 10 월  | 6일    | 〈화이트데이: 부서진 결계〉                  | 제이앤씨미디어그룹                           | 감독 송운 출연 찬희, 박유나                                   | 공포               |
| 10 월  | 7일    | 〈브라더〉                                   | BoXoo 엔터테인먼트                           | 감독 신근호 출연 조재윤, 정진운                               | 액션               |
| 10 월  | 7일    | 〈피어썸〉                                   | 스토리제이                                   | 감독 이상헌 출연 조동혁, 차선우, 장석현, 임영주, 한채경       | 공포, 미스터리     |
| 10 월  | 14일   | 〈십개월의 미래〉                            | 그린나래미디어                               | 감독 남궁선 출연 최성은, 서영주, 유이든, 백현진               | 드라마             |
| 10 월  | 14일   | 〈색다른 그녀〉                              | 이놀미디어                                   | 감독 김진영 출연 혁, 장성윤, 김찬미, 최재환, 김응수           | 로맨스, 코미디     |
| 10 월  | 21일   | 〈동백〉                                     | 시네마 뉴원                                  | 감독 신준영 출연 박근형, 정선일, 신복숙, 김보미, 서준영       | 드라마             |
| 10 월  | 21일   | 〈당신 얼굴 앞에서〉                         | 영화제작전원사 , 콘텐츠판다                  | 감독 홍상수 출연 이혜영, 조윤희, 권해효, 김새벽, 신석호       | 드라마             |
| 10 월  | 21일   | 〈휴가〉                                     | 인디스토리                                   | 감독 이란희 출연 이봉하, 김아석, 신운섭, 김정연, 이승주       | 드라마             |
| 10 월  | 28일   | 〈바람아 안개를 걷어가다오〉                 | 모쿠슈라                                     | 감독 신동민 출연 김혜정, 신정웅, 노윤정                       | 드라마             |
| 10 월  | 28일   | 〈가치 캅시다〉                              | 스튜디오보난자                               | 감독 조승원 출연 김기현, 강형석, 남지우                       | 드라마             |
| 11 월  | 10일   | 〈강릉〉                                     | 제이앤씨미디어그룹, 아센디오                 | 감독 윤영빈 출연 유오성, 장혁                                 | 범죄, 액션         |
| 11 월  | 11일   | 〈악인은 너무 많다 2: 제주 실종사건의 전말〉 | 인디스토리                                   | 감독 김회근 출연 김준배                                       | 스릴러             |
| 11 월  | 11일   | 〈아워 미드나잇〉                            | 필름다빈                                     | 감독 임정은 출연 이승훈, 박서은, 임영우, 한해인               | 공포               |
| 11 월  | 17일   | 〈장르만 로맨스〉                            | NEW                                          | 감독 조은지 출연 류승룡, 오나라, 김희원, 이유영               | 드라마, 코미디     |
| 11 월  | 24일   | 〈유체이탈자〉                               | 메가박스중앙㈜플러스엠, 에이비오엔터테인먼트 | 감독 윤재근 출연 윤계상, 박용우, 임지연, 박지환               | 액션, 미스터리     |
| 11 월  | 24일   | 〈연애 빠진 로맨스〉                         | CJ ENM                                       | 감독 정가영 출연 전종서, 손석구                               | 로맨스, 코미디     |
| 11 월  | 25일   | 〈싸나희 순정〉                              | 마노엔터테인먼트                             | 감독 정병각 출연 전석호, 박명훈                               | 드라마, 코미디     |
| 11 월  | 25일   | 〈라임크라임〉                               | 시네마달                                     | 감독 이승환, 유재욱 출연 이민우, 장유상, 김최용준, 올티       | 드라마             |
| 11 월  | 25일   | 〈핫 블러드〉                                | 제이앤씨미디어그룹                           | 감독 신재명 출연 이정현, 최제헌, 정성호, 공정환               | 액션               |
| 11 월  | 25일   | 〈로또쉐어〉                                 | 와이드 릴리즈                                | 감독 소재익 출연 유의태, 명진현, 최대훈, 김번영, 최시형       | 스릴러, 액션, 범죄 |
| 11 월  | 25일   | 〈보조바퀴〉                                 | 주식회사 필름초이스                          | 감독 이주예 출연 박서영, 박은영, 홍석우                       | 드라마             |
| 11 월  | 25일   | 〈작은 방안의 소녀〉                         | 콘텐츠윙                                     | 감독 박소진 출연 박세진, 규원                                 | 드라마, 미스터리   |
| 12 월  | 2일    | 〈꽃손〉                                     | 에스와이코마드                               | 감독 권순중 출연 손숙, 김이안, 전무송, 한인수                 | 드라마             |
| 12 월  | 2일    | 〈기우제〉                                   | 에스와이코마드                               | 감독 이장훈 출연 신현규, 전은정, 송길호                       | 드라마, 로맨스     |
| 12 월  | 8일    | 〈여타짜〉                                   | BoXoo 엔터테인먼트                           | 감독 이지승 출연 이채영, 정혜인, 최민철, 권용운, 김사희       | 드라마, 범죄       |
| 12 월  | 9일    | 〈소설가 구보의 하루〉                       | 필름다빈                                     | 감독 임현묵 출연 박종환, 김새벽, 기주봉, 문창길, 김경익       | 드라마             |
| 12 월  | 29일   | 〈해피 뉴 이어〉                             | CJ ENM , 티빙                                | 감독 곽재용 출연 한지민, 이동욱, 강하늘, 임윤아, 김영광       | 드라마, 로맨스     |
| 12 월  | 29일   | 〈메모리: 조작살인〉                         | 드림팩트엔터테인먼트                         | 감독 김현우 출연 김윤서, 정은우, 정찬우, 김율호               | 미스터리           |
| 12 월  | 30일   | 〈타이거마스크〉                             | 그노스, 다날엔터테인먼트                     | 감독 염정원 출연 조한선, 황보운, 강별, 정태우, 권해성         | 액션, 코미디       |
| 12 월  | 30일   | 〈긴 하루〉                                  | 하준사                                       | 감독 조성규 출연 김동완, 성제, 서준영, 남보라, 정연주         | 드라마             |

## 참고 자료
- KOFIC 영화데이터베이스

## 같이 보기
- 2021년 대한민국의 영화
- 코로나19 범유행으로 영향을 받은 영화 목록